# Mesochorus amoenus
Mesochorus amoenus là một loài tò vò trong họ Ichneumonidae.